# Harold V. Biellier
Harold V. Biellier (* 22. Januar 1921 in Bois D’Arc, Missouri; † 31. März 2011 in Columbia, Missouri) war ein US-amerikanischer Biologe. Er hatte eine Professur an der University of Missouri inne und war Spezialist für Geflügel; sein Super Chicken ging ins Buch der Rekorde ein.

## Leben
Biellier wuchs auf einer Farm in der Nähe von Bois D’Arc, Missouri auf und studierte an der Universität von Missouri. 1943 erreichte er den Bachelor of Science und trat danach in die Armee ein. Im Rang eines Captains beendete er seinen aktiven Dienst und schloss ein aufbauendes Studium der Geflügelwissenschaften an der Universität von Missouri an; nebenbei betätigte er sich als Geflügelfarmer und -händler. 1950 bis 1953 diente er nochmals in der Armee; ab 1953 lehrte er an der Universität von Missouri Geflügelwissenschaften. 1959 erhielt er eine Professur dafür. Als Mitglied der Poultry Science Association war er u. a. zeitweise auch Direktor des turkey research programs von Missouri. 1986 wurde er emeritiert.

## Rekorde
Der Schwerpunkt seiner Forschungen lag auf der Optimierung der Geflügelhaltung und -produktion; insbesondere die Legeleistung von Hennen versuchte er zu verbessern. Er beeinflusste dabei zum Beispiel durch künstliche Beleuchtung den Tag-Nacht-Rhythmus der Tiere. So kam es 1979 bei einem Test am Landwirtschaftscollege der Universität von Missouri zum Rekord der Leghornhenne mit der Nummer 2988. Dieses Huhn legte während der 364 Tage dauernden Testphase nicht weniger als 371 Eier. 1984 ging Bielliers Super Chicken ins Guinness-Buch der Rekorde ein, weil es an 448 aufeinanderfolgenden Tagen jeweils ein Ei gelegt hatte.

## Werke
- Early Days with Daisy. Rural Beginnings. ISBN 1-4120-6278-0.

## Belege
1. ↑  Columbia Daily Tribune: Harold Biellier, 1921-2011, abgerufen am 7. November 2013

| Personendaten    | Personendaten                      |
| ---------------- | ---------------------------------- |
| NAME             | Biellier, Harold V.                |
| KURZBESCHREIBUNG | US-amerikanischer Geflügelforscher |
| GEBURTSDATUM     | 22. Januar 1921                    |
| GEBURTSORT       | Bois D’Arc, Missouri               |
| STERBEDATUM      | 31. März 2011                      |
| STERBEORT        | Columbia, Missouri                 |